# Vrchařská soutěž na Vueltě a España
Puntíkovaný trikot je na Vueltě a Españe udílen lídrovi vrchařské soutěže.

## Vítězové vrchařské soutěže na Vuelta a España
Puntíkovaný trikot – vrchařská soutěž.
| Rok                    | První místo               | Druhé místo                   | Třetí místo                |
| ---------------------- | ------------------------- | ----------------------------- | -------------------------- |
| 1935                   | Edoardo Molinar (ITA)     | Luigi Barral (ITA)            | Leo Amberg (SUI)           |
| 1936                   | Salvador Molina (ESP)     | Julián Berrendero (ESP)       | Fermín Trueba              |
| 1937 - 1940: nejelo se |                           |                               |                            |
| 1941                   | Fermin Trueba (ESP)       | Julián Berrendero (ESP)       | José Jabardo (ESP)         |
| 1942                   | Julián Berrendero (ESP)   | Pierre Brambilla (ITA)        | Isidro Berajano (ESP)      |
| 1943 - 1944: nejelo se |                           |                               |                            |
| 1945                   | Julián Berrendero (ESP)   | Joao Rebelo (POR)             | Pedro Font (ESP)           |
| 1946                   | Emilio Rodriguez (ESP)    | Dalmacio Langarica (ESP)      | Julián Berrendero (ESP)    |
| 1947                   | Emilio Rodriguez (ESP)    | Martin Mancisidor (ESP)       | Manuel Costa (ESP)         |
| 1948                   | Bernardo Ruiz (ESP)       | Emilio Rodriguez (ESP)        | Bernardo Capo (ESP)        |
| 1949: nejelo se        |                           |                               |                            |
| 1950                   | Emilio Rodriguez (ESP)    | José Serra (ESP)              | Jesús Loroño (ESP)         |
| 1951 - 1954: nejelo se |                           |                               |                            |
| 1955                   | Giuseppe Buratti (ITA)    | Antonio Gelabert (ESP)        | Gilbert Bauvin (FRA)       |
| 1956                   | Nino Defilippis (ITA)     | Federico Bahamontes (ESP)     | Antonio Suárez             |
| 1957                   | Federico Bahamontes (ESP) | Carmelo Morales (ESP)         | Benigno Aspuru (ESP)       |
| 1958                   | Federico Bahamontes (ESP) | Jesús Loroño (ESP)            | Hilaire Couvreur (BEL)     |
| 1959                   | Antonio Suárez (ESP)      | Richard Van Genechten (BEL)   | Antonio Karmany (ESP)      |
| 1960                   | Antonio Karmany (ESP)     | Antonio Suárez (ESP)          | Frans De Mulder (BEL)      |
| 1961                   | Antonio Karmany (ESP)     | Julio Jiménez (ESP)           | José Perez-FRs (ESP)       |
| 1962                   | Antonio Karmany (ESP)     | José Segu (ESP)               | Julio Jiménez (ESP)        |
| 1963                   | Julio Jiménez (ESP)       | Antonio Karmany (ESP)         | Guy Ignolin (FRA)          |
| 1964                   | Julio Jiménez (ESP)       | José Perez-FRs (ESP)          | Ventura Diaz (ESP)         |
| 1965                   | Julio Jiménez (ESP)       | Antonio Gomez del Moral (ESP) | Esteban Martin (ESP)       |
| 1966                   | Gregorio San Miguel (ESP) | Domingo Perurena (ESP)        | Mariano Díaz (ESP)         |
| 1967                   | Mariano Díaz (ESP)        | Gregorio San Miguel (ESP)     | Vicente Lopez-Carril (ESP) |
| 1968                   | Francisco Gabica (ESP)    | Antonio Gomez del Moral (ESP) | José Perez-FRs (ESP)       |
| 1969                   | Luis Ocaña (ESP)          | Roger Pingeon (FRA)           | Gilbert Bellone (FRA)      |
| 1970                   | Agustín Tamames (ESP)     | Ventura Diaz (ESP)            | Joaquim Galera (ESP)       |
| 1971                   | Joop Zoetemelk (NED)      | Luis Balague (ESP)            | Wilfried David (BEL)       |
| 1972                   | José Manuel Fuente (ESP)  | Andrés Oliva (ESP)            | Miguel María Lasa (ESP)    |
| 1973                   | José Luis Abilleira (ESP) | Eddy Merckx (BEL)             | Luis Balague (ESP)         |
| 1974                   | José Luis Abilleira (ESP) | José Manuel Fuente (ESP)      | Luis Ocaña (ESP)           |
| 1975                   | Andrés Oliva (ESP)        | Pedro Torres (ESP)            | Luis Ocaña (ESP)           |
| 1976                   | Andrés Oliva (ESP)        | Ludo Loos (BEL)               | Joaquim Agostinho (POR)    |
| 1977                   | Pedro Torres (ESP)        | Andrés Oliva (ESP)            | Ludo Loos (BEL)            |
| 1978                   | Andrés Oliva (ESP)        | Enrique Cima (ESP)            | Bernard Hinault (FRA)      |
| 1979                   | Felipe Yáñez (ESP)        | Vicente Belda (ESP)           | Joop Zoetemelk (NED)       |
| 1980                   | Juan Fernández (ESP)      | Anastasio Greciano (ESP)      | José Luis Laguía (ESP)     |
| 1981                   | José Luis Laguía (ESP)    | Vicente Belda (ESP)           | José Luis Cerron (ESP)     |
| 1982                   | José Luis Laguía (ESP)    | Juan Fernández (ESP)          | José Recio (ESP)           |
| 1983                   | José Luis Laguía (ESP)    | Fiorenzo Aliverti (ITA)       | Marino Lejarreta (ESP)     |
| 1984                   | Felipe Yáñez (ESP)        | José Luis Laguía (ESP)        | Eric Caritoux (FRA)        |
| 1985                   | José Luis Laguía (ESP)    | Robert Millar (GBR)           | Francisco Rodríguez (COL)  |
| 1986                   | José Luis Laguía (ESP)    | Álvaro Pino (ESP)             | Eduardo Chozas (ESP)       |
| 1987                   | Luis Herrera (COL)        | Vicente Belda (ESP)           | Henri Abadie (FRA)         |
| 1988                   | Álvaro Pino (ESP)         | Anselmo Fuerte (ESP)          | Sean Kelly (IRL)           |
| 1989                   | Óscar Vargas (COL)        | Pedro Delgado (ESP)           | Ivan Ivanov (URS)          |
| 1990                   | José Martín Farfán (COL)  | Álvaro Mejía (COL)            | Pablo Wilches (COL)        |
| 1991                   | Luis Herrera (COL)        | Marino Lejarreta (ESP)        | Fabio Parra (COL)          |
| 1992                   | Carlos Hernandez (ESP)    | Tony Rominger (SUI)           | Julio Cesar Cadena (COL)   |
| 1993                   | Tony Rominger (SUI)       | Alex Zülle (SUI)              | Antonio Miguel Diaz (ESP)  |
| 1994                   | Luc Leblanc (FRA)         | Michele Coppolillo (ITA)      | Tony Rominger (SUI)        |
| 1995                   | Laurent Jalabert (FRA)    | Roberto Pistore (ITA)         | Alex Zülle (SUI)           |
| 1996                   | Tony Rominger (SUI)       | Laurent Jalabert (FRA)        | Dmitri Konysjev (RUS)      |
| 1997                   | José María Jiménez (ESP)  | Alex Zülle (SUI)              | Laurent Jalabert (FRA)     |
| 1998                   | José María Jiménez (ESP)  | Laurent Jalabert (FRA)        | Fernando Escartín (ESP)    |
| 1999                   | José María Jiménez (ESP)  | Frank Vandenbroucke (BEL)     | Roberto Heras (ESP)        |
| 2000                   | Carlos Sastre (ESP)       | Roberto Heras (ESP)           | Roberto Laiseka (ESP)      |
| 2001                   | José María Jiménez (ESP)  | Claus Michael Møller (DEN)    | Juan Miguel Mercado (ESP)  |
| 2002                   | Aitor Osa (ESP)           | Roberto Heras (ESP)           | Juan Antonio Flecha (ESP)  |
| 2003                   | Félix Cárdenas (COL)      | Aitor Osa (ESP)               | Joan Horrach (ESP)         |
| 2004                   | Félix Cárdenas (COL)      | Roberto Heras (ESP)           | Santiago Pérez (ESP)       |
| 2005                   | Joaquim Rodríguez (ESP)   | Eladio Jiménez (ESP)          | Roberto Heras (ESP)        |
| 2006                   | Egoi Martínez (ESP)       | Pietro Caucchioli (ITA)       | Alejandro Valverde (ESP)   |
| 2007                   | Děnis Meňšov (RUS)        | Jurgen Van Goolen (BEL)       | Carlos Sastre (ESP)        |
| 2008                   | David Moncoutié (FRA)     | Christophe Kern (FRA)         | Alberto Contador (ESP)     |
| 2009                   | David Moncoutié (FRA)     | David de la Fuente (ESP)      | Julián Sánchez (ESP)       |
| 2010                   | David Moncoutié (FRA)     | Serafín Martínez (ESP)        | Ezequiel Mosquera (ESP)    |
| 2011                   | David Moncoutié (FRA)     | Matteo Montaguti (ITA)        | Juan José Cobo (ESP)       |
| 2012                   | Simon Clarke (AUS)        | David de la Fuente (ESP)      | Joaquim Rodríguez (ESP)    |
| 2013                   | Nicolas Edet (FRA)        | Chris Horner (USA)            | Daniele Ratto (ITA)        |
| 2014                   | Luis León Sánchez (ESP)   | Alberto Contador (ESP)        | Alejandro Valverde (ESP)   |
| 2015                   | Omar Fraile (ESP)         | Rubén Plaza (ESP)             | Fränk Schleck (LUX)        |
| 2016                   | Omar Fraile (ESP)         | Kenny Elissonde (FRA)         | Robert Gesink (NED)        |
| 2017                   | Davide Villella (ITA)     | Miguel Ángel López (COL)      | Chris Froome (GBR)         |
| 2018                   | Thomas De Gendt (BEL)     | Bauke Mollema (NED)           | Luis Ángel Maté (ESP)      |
| 2019                   | Geoffrey Bouchard (FRA)   | Ángel Madrazo (ESP)           | Sergio Samitier (ESP)      |
| 2020                   | Guillaume Martin (FRA)    | Tim Wellens (BEL)             | Richard Carapaz (ECU)      |
| 2021                   | Michael Storer (AUS)      | Romain Bardet (FRA)           | Primož Roglič (SLO)        |
| 2022                   | Richard Carapaz (ECU)     | Robert Stannard (AUS)         | Enric Mas (ESP)            |
| 2023                   | Remco Evenepoel (BEL)     | Jonas Vingegaard (DEN)        | Michael Storer (AUS)       |
| 2024                   | Jay Vine (AUS)            | Marc Soler (ESP)              | Pablo Castrillo (ESP)      |